# آرامگاه شیخ حسن عالی
آرامگاه شیخ حسن عالی مربوط به دوره صفوی-پهلوی است و در شهر کوهیج، بخش جناح، شهرستان بستک، استان هرمزگان واقع شده‌است. این اثر در تاریخ ۱۷ خرداد ۱۳۸۵ با شمارهٔ ثبت ۱۵۳۹۸ به‌عنوان یکی از آثار ملی ایران به ثبت رسیده‌است.

## نگارخانه

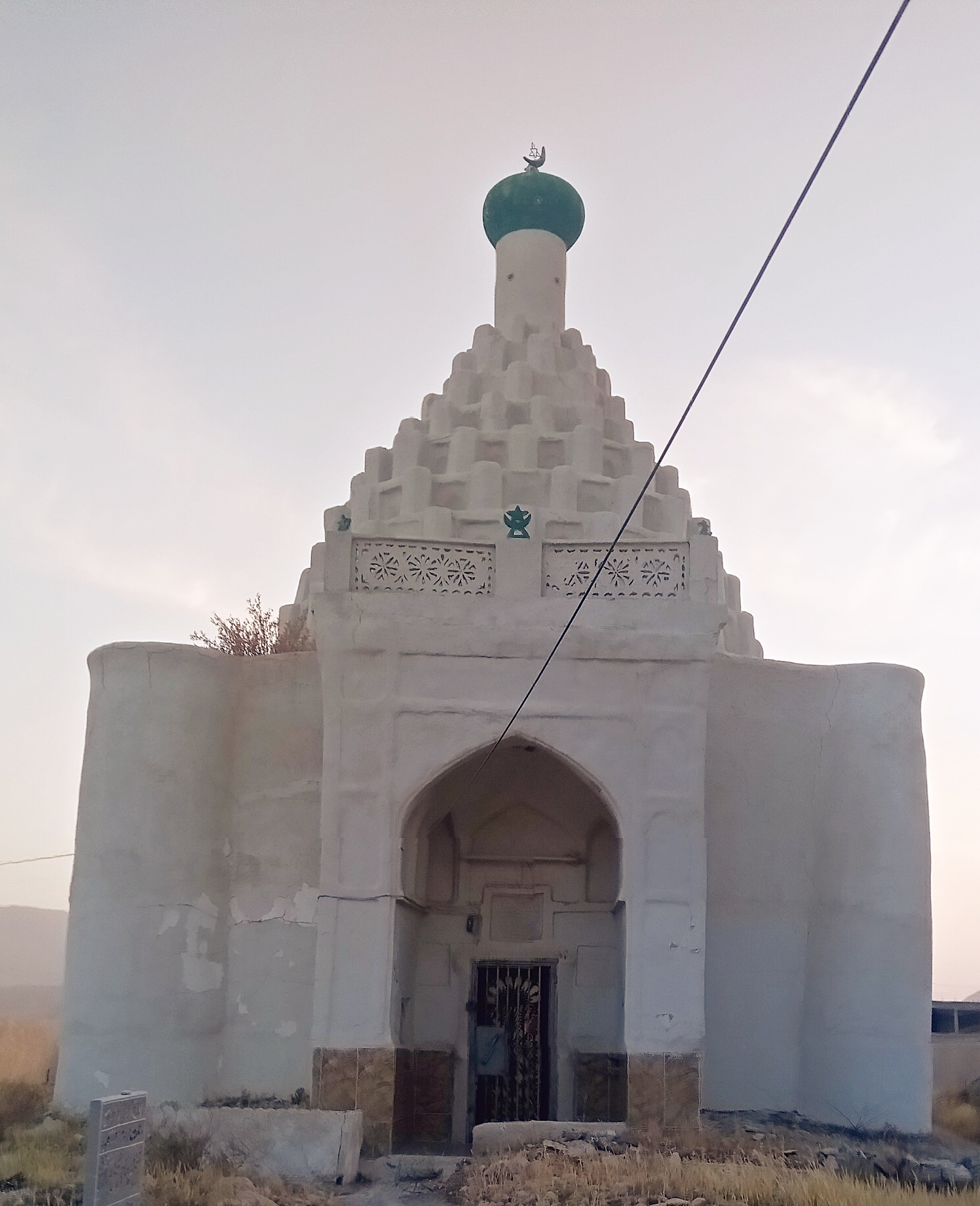
نمای ورودی آرامگاه
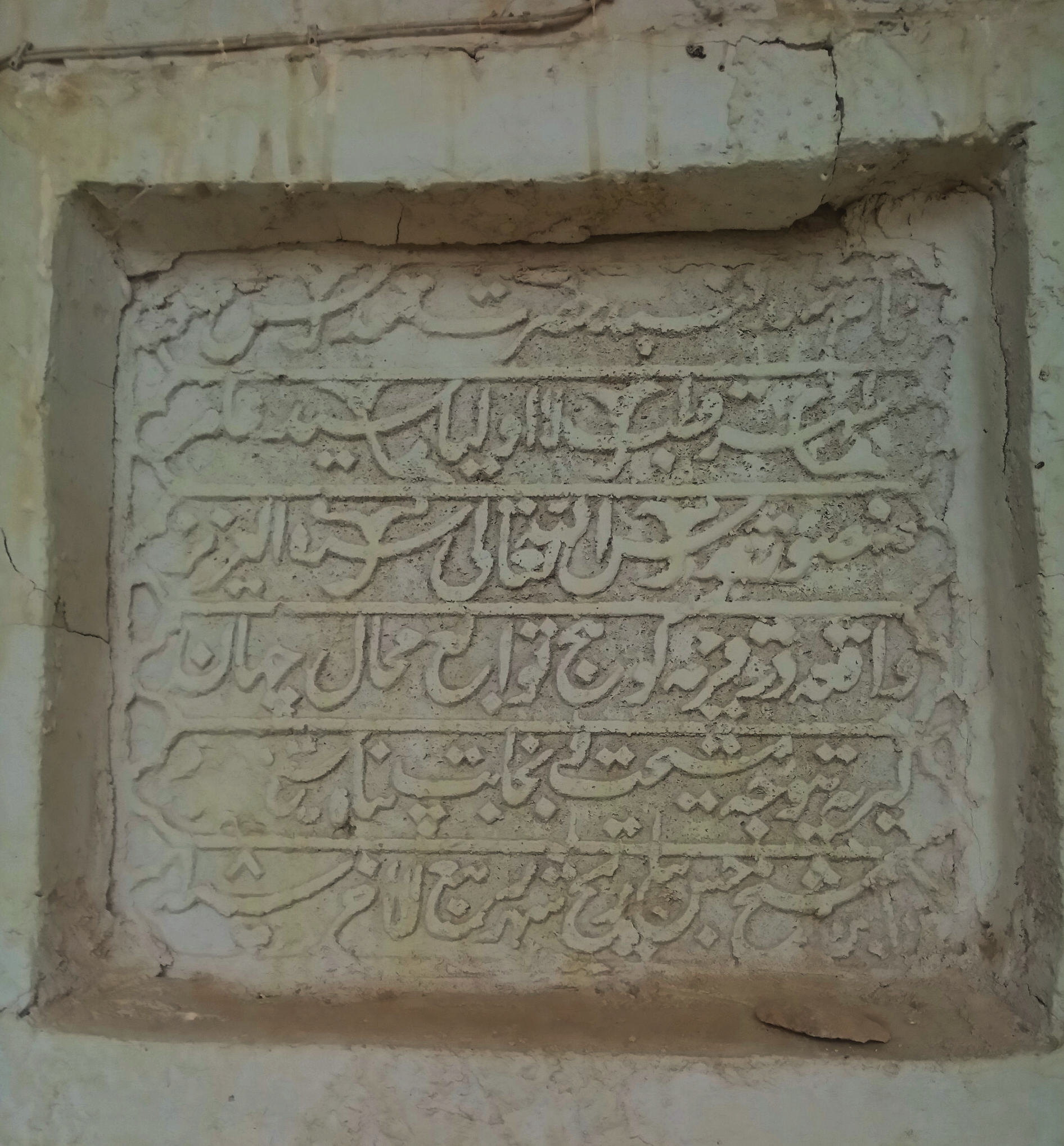
کتیبه سردر ورودی آرامگاه